# NGC 31
Az NGC 31 egy spirálgalaxis a Phoenix (Főnix) csillagképben.

## Felfedezése
Az NGC 31 galaxist John Herschel fedezte fel 1834. október 28-án.

## Tudományos adatok
A galaxis 9601 km/s sebességgel távolodik tőlünk.